# Mitrovica Nord
Mitrovica Nord (in serbo Ceвepнa Митровица?, Severna Mitrovica; in albanese Mitrovicë Veriore) o Kosovska Mitrovica Nord (in serbo Северна Косовска Митровица?, Severna Kosovska Mitrovica) è un comune del distretto di Mitrovica, in Kosovo, costituito dalla parte della città di Mitrovica a nord del fiume Ibar. Nel 2015 aveva una popolazione di 29 460 abitanti, distribuiti su 11 km2.
Mitrovica Nord fa parte del Kosovo settentrionale, una regione a maggioranza serba con un'ampia autonomia dal resto del Kosovo a maggioranza albanese. Il comune è stato istituito nel 2013 dopo la crisi del Kosovo settentrionale, ricavandone il territorio dal comune di Mitrovica.
In seguito agli accordi di Bruxelles del 2013, si prevede che il comune costituirà il centro amministrativo della Comunità delle municipalità serbe.

## Storia
L'abitato era ufficialmente parte di Mitrovica fino alla sua divisione nel 2013. La separazione è stata una conseguenza della crisi del Kosovo settentrionale che ha seguito la dichiarazione di indipendenza del Kosovo dalla Serbia nel febbraio 2008. Il nuovo comune è stato riconosciuto dal governo del Kosovo nel 2013 prima delle elezioni amministrative.

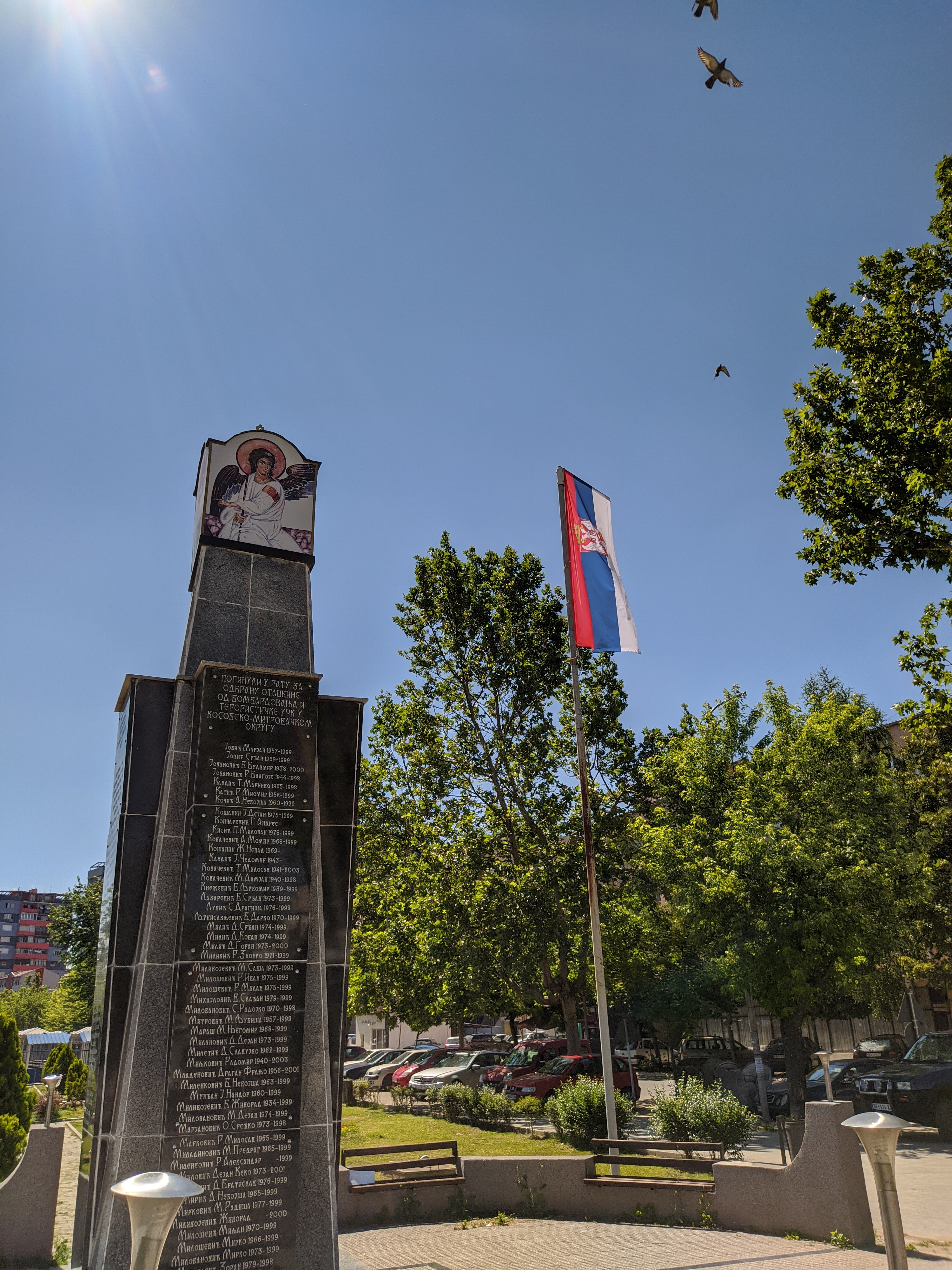
Monumento alle vittime serbe della guerra del Kosovo

La città ha costituito de facto il capoluogo della regione del Kosovo settentrionale che ha rifiutato di collaborare con le istituzioni della Repubblica del Kosovo. Perciò, i Serbi locali hanno formato un'Assemblea delle Comunità Municipali appoggiata solo dalla Serbia.
Tuttavia, con la firma degli accordi di Bruxelles tra i governi del Kosovo e della Serbia, quest'ultima ha ufficialmente ritirato il suo appoggio all'assemblea, accordandosi per creare una nuova comunità di comuni del Kosovo a maggioranza serba.
La sua assemblea non avrà potere legislativo e il locale potere giudiziario sarà integrato e opererà nel quadro legale del Kosovo.

## Società

### Evoluzione demografica
Secondo le stime del 2011 del governo del Kosovo, Mitrovica Nord conta 3 393 unità familiari e 12 326 abitanti.
Secondo un rapporto dell'OSCE, nel 2015 la popolazione del comune era di 29 460 abitanti.

### Composizione etnica
La maggioranza della popolazione è costituita da Serbi, con oltre 22 500 individui (76,4%). Gli Albanesi sono 4900 (16,6%) e circa 2000 gli esponenti di altre nazionalità.
| Composizione etnica |        |   |          |   |            |   |        |   |        |   |      |   |         |   |       |   |        |   |
| Anno/Etnia          | Serbi  | % | Albanesi | % | Bosgnacchi | % | Gorani | % | Turchi | % | Roma | % | Ashkali | % | Altri | % | Totale | % |
| 2015                | 22 530 |   | 4 900    |   | 1 000      |   | 580    |   | 210    |   | 200  |   | 40      |   | 0     |   | 29 460 |   |

## Cultura e istruzione
Mitrovica Nord rappresenta attualmente il più importante centro politico, culturale, sanitario e di formazione per i Serbi in Kosovo. Si tratta dell'area urbana più grande del Kosovo nella quale i Serbi siano in maggioranza. È attualmente la sede dell'Università di Pristina fondata nel 1969, che vi si è ricollocata durante la guerra del Kosovo.

## Sport
In questa parte della città hanno sede le squadre di calcio FK Trepča Sever e Rudar Kosovska Mitrovica. Il FK Trepca milita attualmente nella Zona Morava, 4º livello nella piramide calcistica serba, mentre il FK Rudar Kosovska Mitrovica gioca nel 5º livello, la Lega calcistica del Kosovo del Nord.

## Amministrazione
Il consiglio comunale di Mitrovica Nord conta 19 membri, compreso il presidente.
| Lista                          | Seggi |
| ------------------------------ | ----- |
| Lista Serba                    | 14    |
| Partito Democratico del Kosovo | 2     |
| GI SDP                         | 1     |

### Gemellaggi
Mitrovica Nord è gemellata con:
- Banja Luka[9]
- Kraljevo[10]

## Galleria d'immagini

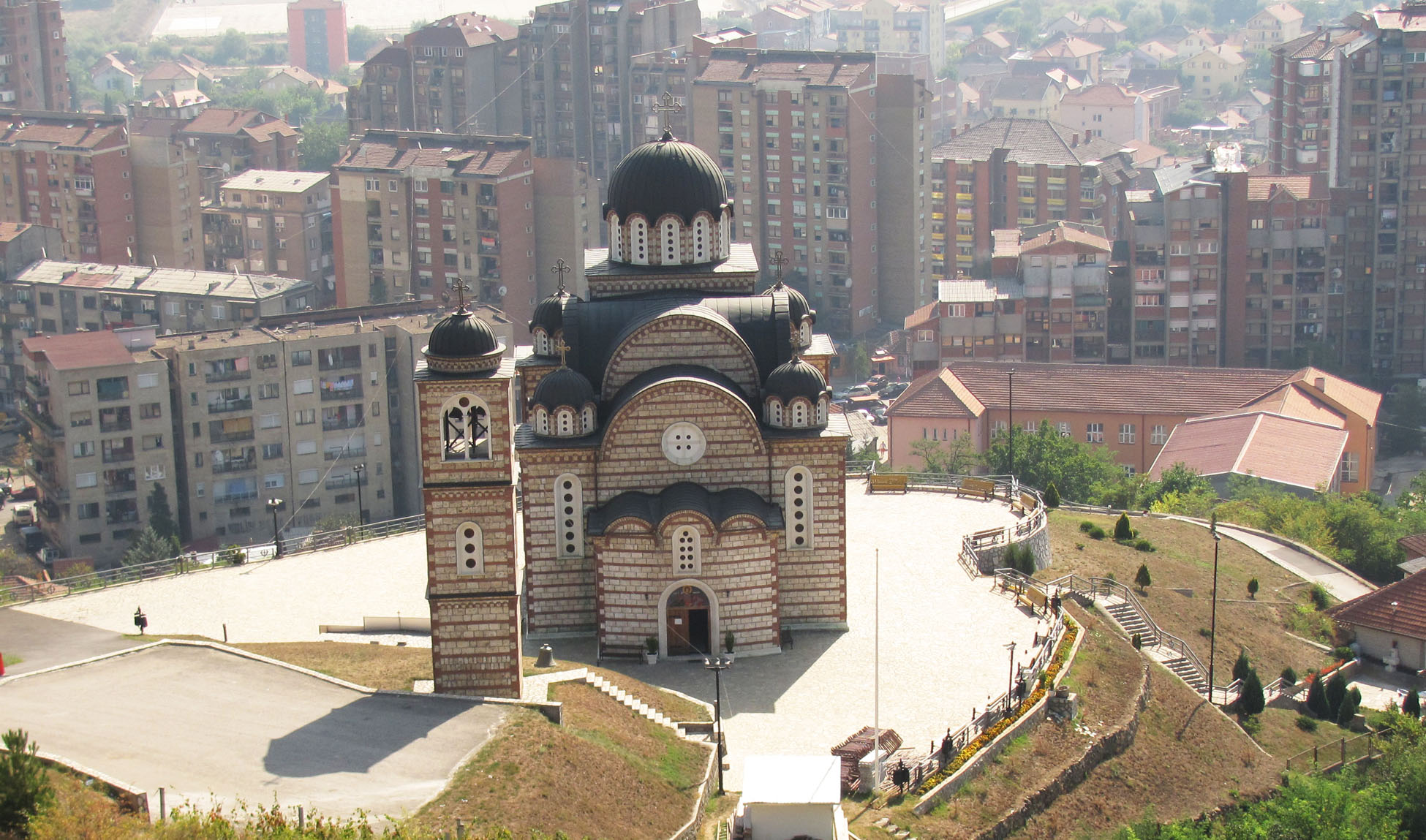
Chiesa a Mitrovica Nord
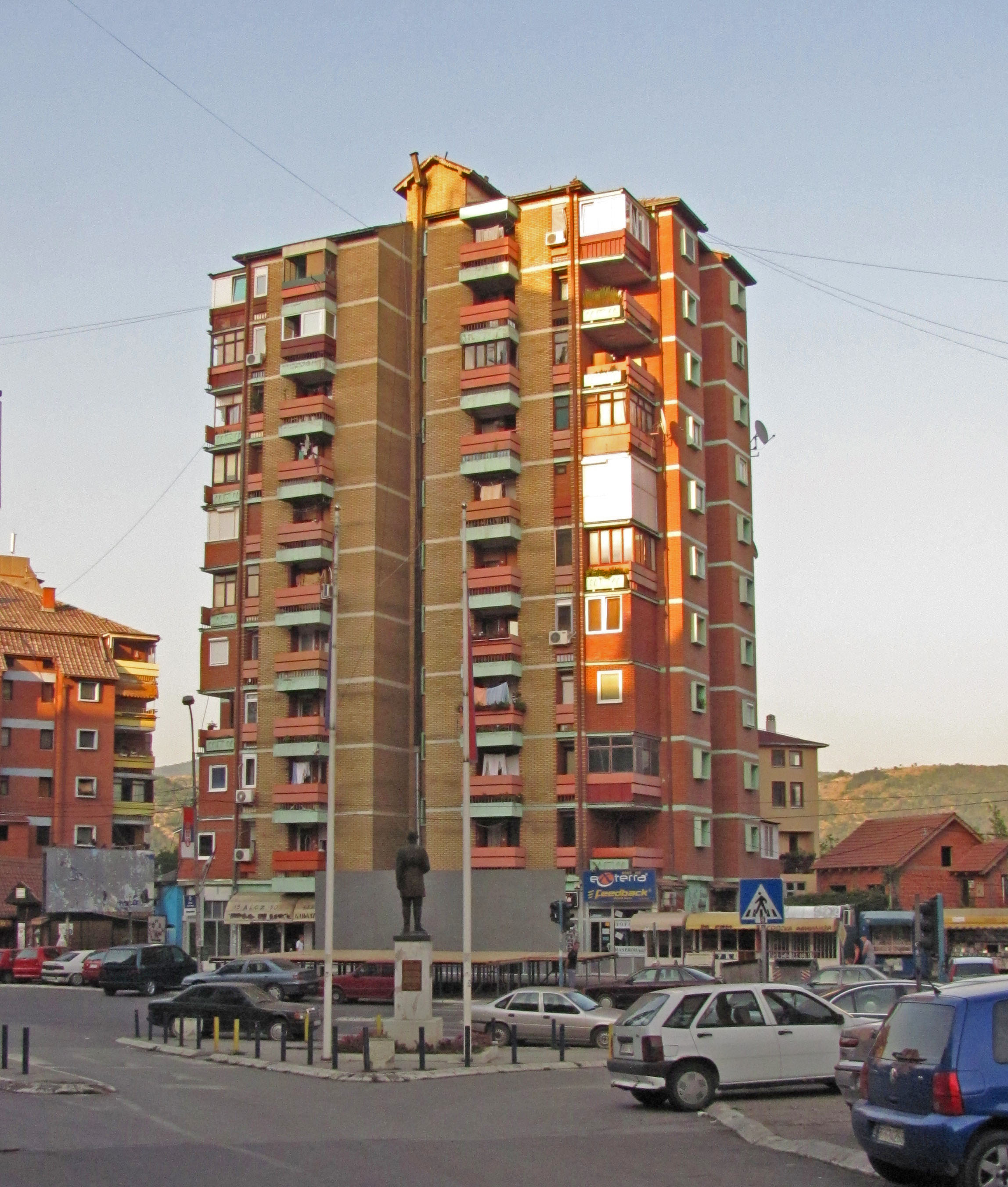
Complesso residenziale a Mitrovica Nord
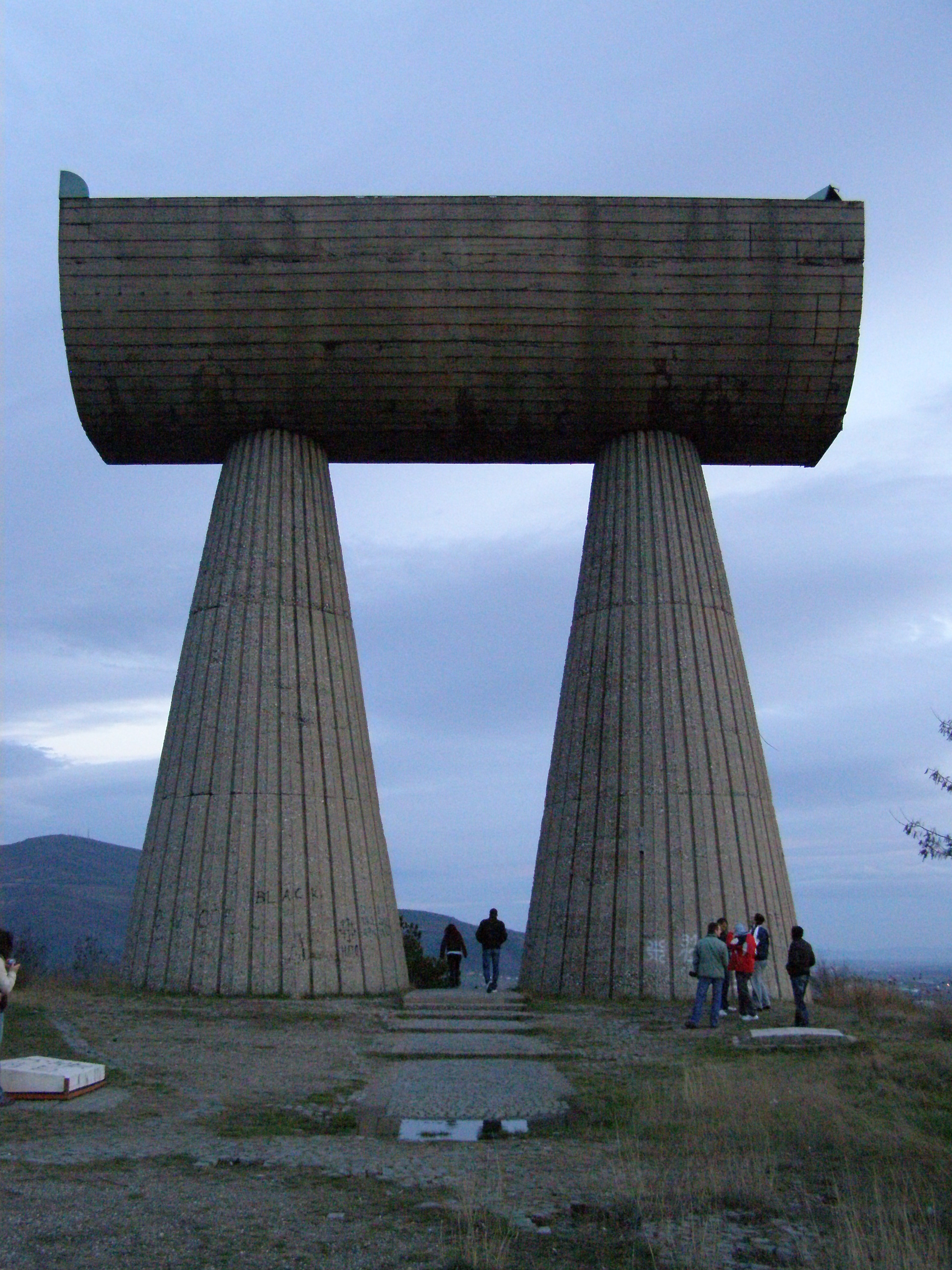
Monumento ai partigiani e ai minatori
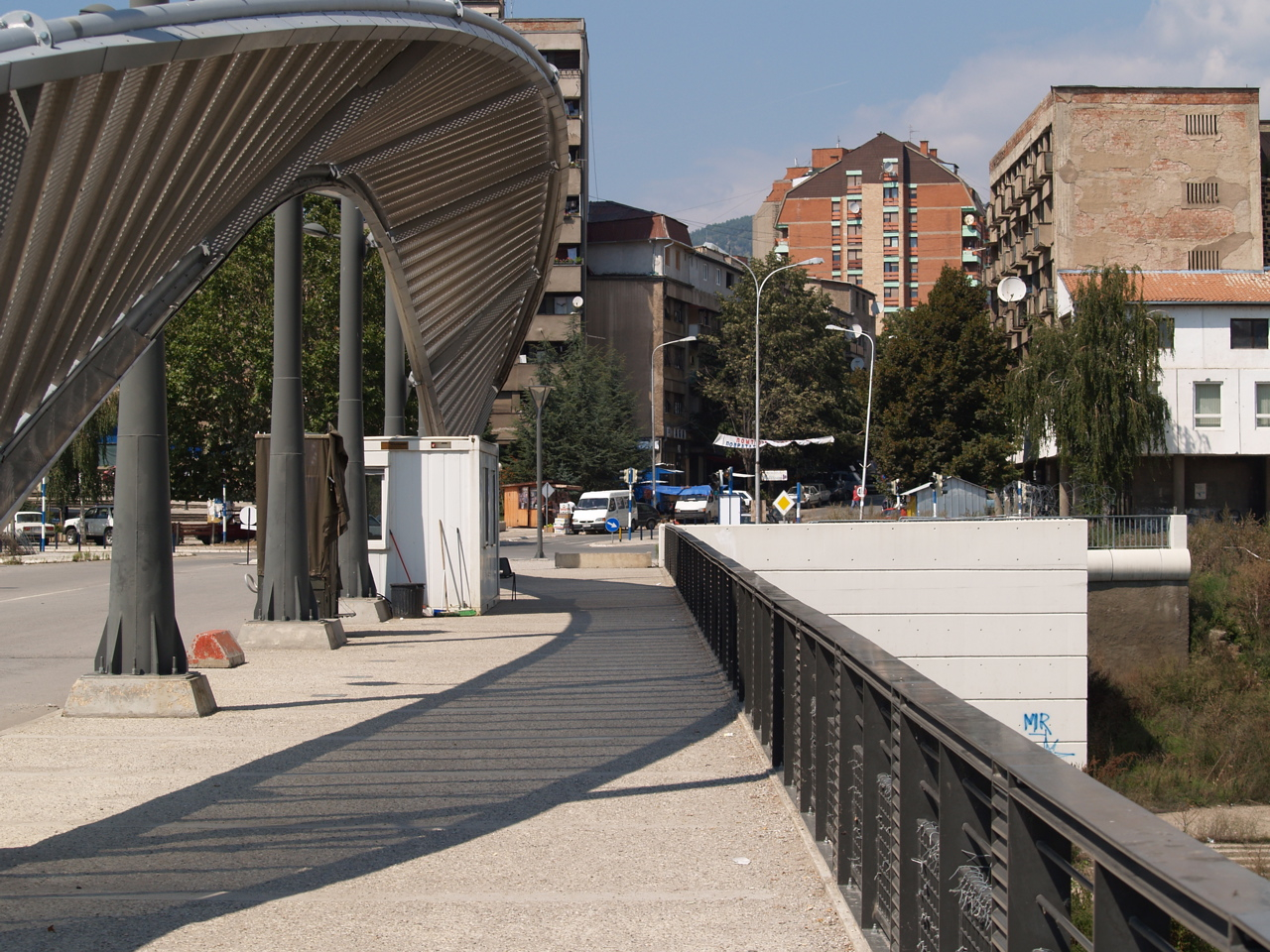
Il ponte sul fiume Ibar che divide Mitrovica
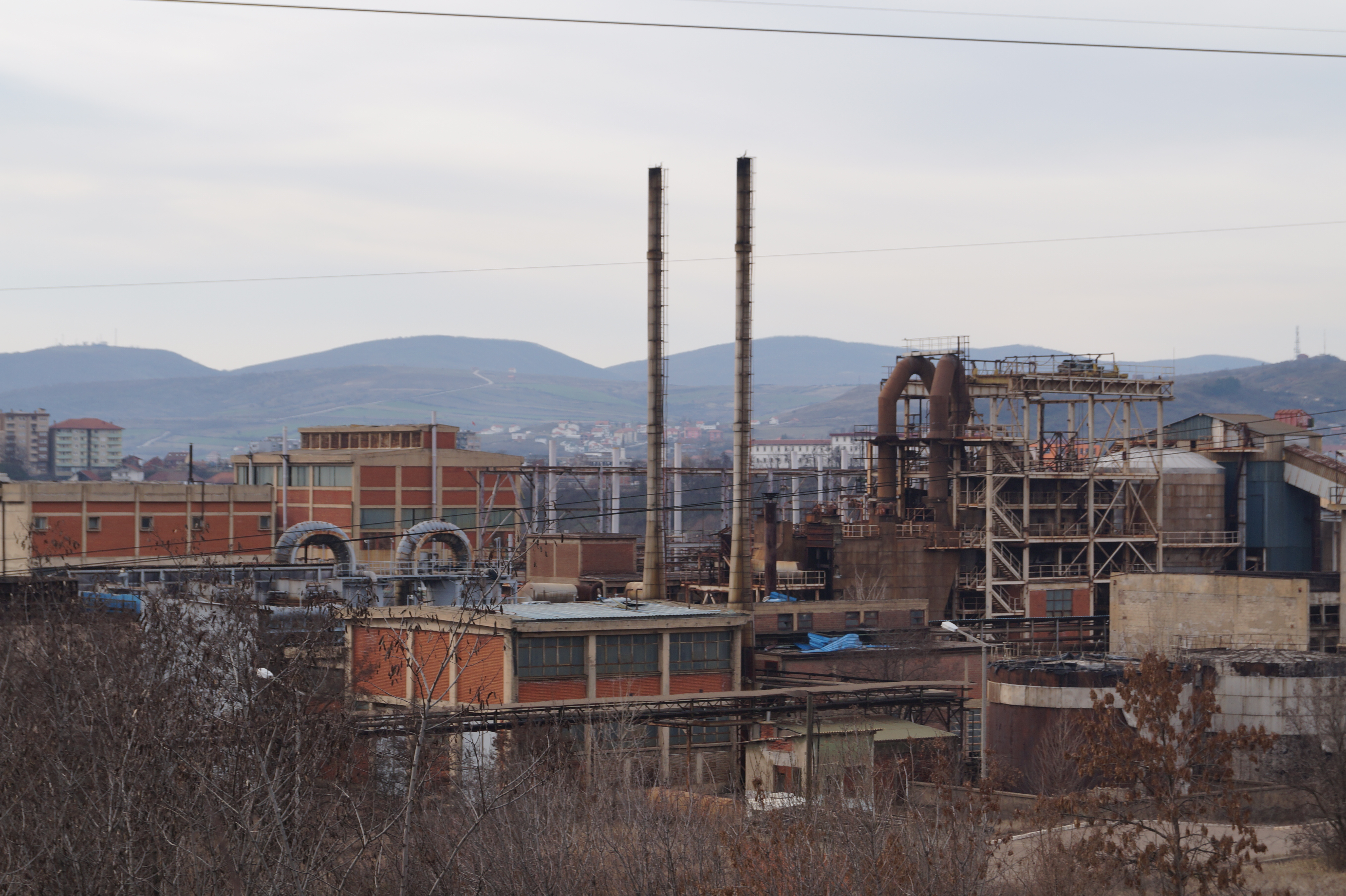
Complesso minerario di Trepča